# 鳥盤類
鳥盤類（ちょうばんるい、あるいは鳥盤目、ちょうばんもく、学名: Ornithischia）は、恐竜類に属する爬虫類の一群。

## 身体的特徴
恥骨が後ろを向く骨盤を持つ。

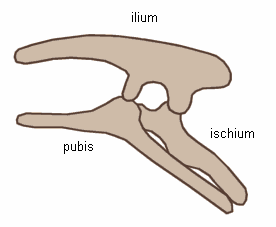
鳥盤類の骨盤。図の左側が前方（頭のある方向）。ilium 腸骨、ischium 坐骨、pubis 恥骨

剣竜、曲竜、角竜、さらにカモノハシ竜をはじめとする鳥脚類等が含まれる。大半、あるいはほとんど全てが植物食の恐竜で占められる。三畳紀後期から白亜紀末に至る非常に長い期間にわたって生息していた。
鳥類も恥骨が後を向くため、この名称がついている。しかし現代の古生物学の知見では、鳥類は竜盤類の獣脚類から進化したとされている。竜盤類は鳥類という子孫を残したが、鳥盤類は子孫を残さずに白亜紀末に絶滅した。
なお、恐竜をその骨盤のみで分類する方法は現在ではもはや主流ではない。しかし鳥盤類については骨盤の形がグループ共通の派生形質とみなせ有効な分類群と考えられている。

### 自衛手段
鳥盤類は多岐に渡る進化によって様々な自衛手段を獲得していた。鋭い感覚器や仲間同士の社会性も重要であるものの、明確な化石証拠としては、発達した武器が挙げられる。以下はその1例。
- イグアノドン→前肢(親指)のスパイク
- パキケファロサウルス→頭頂部のドーム
- ステゴサウルス→尻尾の棘(サゴマイザー)
- トリケラトプス→頭部の角
- アンキロサウルス→尻尾の骨塊(ハンマー)

## 分類
- 有羊膜類 Amniota
竜弓類 Sauropsida
爬虫類 Reptilia
双弓類 Diapsida
主竜形類 Archosauromorpha
主竜類 Archosaurs
恐竜 Dinosaur
鳥盤類 Ornithischia ★

異論：2017年に発表されたオルニトスケリダ仮説では、竜盤類に属するとされている獣脚類は、同じく竜盤類に属する竜脚形類よりも鳥盤類に近縁であるとして、獣脚類と鳥盤類で構成されるクレードであるオルニトスケリダの存在を提唱している。この仮説では、オルニトスケリダは竜盤類と同位のクレードであり、恐竜はこの2つのクレードで構成される上位クレードであるとする。また、恥骨が後ろを向くという鳥盤類の特徴は、オルニトスケリダと竜盤類が分岐した後に、オルニトスケリダ内で生じた派生形質であるとしている。

### 下位の分類
- ファブロサウルス科 Fabrosauridae
- ゲナサウルス類（頬竜類） Genasauria
  - 装盾亜目 Thyreophora
    - ユーリ脚類 Eurypoda
      - 剣竜下目 Stegosauria
      - 曲竜下目 Ankylosauria
      - テスケロサウルス科 Thescelosauridae

  - 角脚類 Cerapoda
    - 鳥脚亜目 Ornithopoda
      - ヘテロドントサウルス科 Heterodontosauridae

    - 周飾頭亜目 Marginocephalia
      - 堅頭竜下目 Pachycephalosauria
      - 角竜下目 Ceratopia